# Географія та економіка в рідній школі
«Географія та економіка в рідній школі» — український науково-методичний журнал для вчителів географії та економіки.

## Історія та зміст
Заснований у 1995 році МОН України та НАПНУ, видало видавництво «Педагогічна преса». Виходив українською мовою щомісяця (за ЕСУ — «вісім разів на рік (раніше — щокварталу)»). Видання припинено у 2022 році.
До 2012 мав назву — «Географія та основи економіки в школі»; до 2014 — «Географія та економіка в сучасній школі».
Друкував статті з методики викладання географії та основ економічних знань у середніх навчальних закладах; наукові дослідження з цих галузей; біографії вчених-географів, нобелівських лауреатів з економіки. 
Основні рубрики: «Методика, практика, досвід», «Наука — учителеві», «Реформа шкільної освіти», «Наші кращі вчителі», «Країна і люди», «Світові міста», «Географічне краєзнавство», «Програми і підручники», «Охорона довкілля», «Визначні дати та видатні імена».
Головний редактор — Задорожний М. (з 1995 року).